# Sanopus
Sanopus es un género de peces de la familia Batrachoididae. Fue descrito por James Leonard Brierley Smith en 1952.

## Especies
- Sanopus astrifer (C. R. Robins y Starck, 1965)
- Sanopus barbatus (Meek y Hildebrand, 1928)
- Sanopus greenfieldorum Collette, 1983
- Sanopus johnsoni Collette y Starck, 1974
- Sanopus reticulatus Collette, 1983
- Sanopus splendidus Collette, Starck y P. C. Phillips, 1974